# Lichtspiel Opus 1
Lichtspiel Opus 1 est un film abstrait allemand sorti en 1921 et réalisé par Walter Ruttmann. Il forme avec les autres films abstraits allemands, et la vague dadaïste et surréaliste des années 1920, le socle de base du futur cinéma expérimental international.

## Résumé
Le film se compose de plusieurs formes géométriques dansantes.

## Histoire du cinéma
Il est le premier film abstrait.
Ce film a eu une influence considérable sur les travaux de Oskar Fischinger.